# Antarala

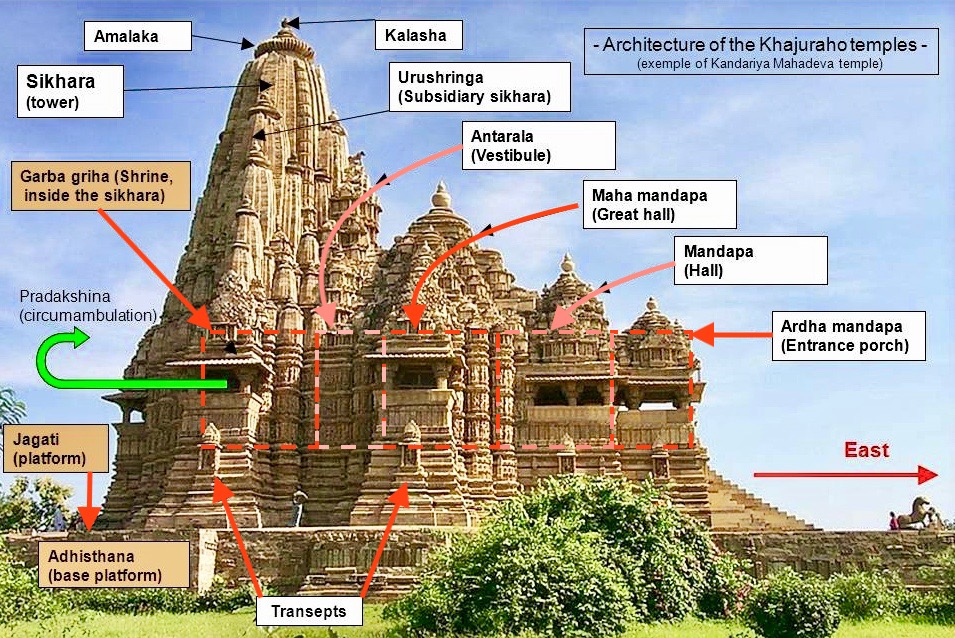
Kandariya-Mahadeva-Tempel in Khajuraho, 11. Jh.

Als Antarala wird in der nordindischen Architektur des Nagara-Stils ein kleinräumiger, beidseitig geschlossener Vorraum, der manchmal auch als Vestibül charakterisiert wird, unmittelbar vor der Cella (garbhagriha) eines Tempels bezeichnet. In Südindien ist der Begriff sukhanasi geläufiger.

## Geschichte

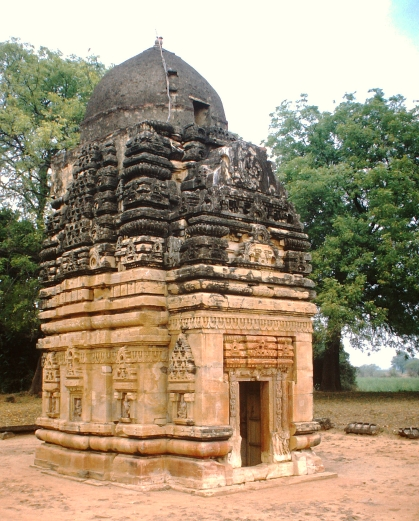
Ramesvara-Mahadeva-Tempel in Amrol, 8. Jh. – die antarala tritt deutlich aus dem quadratischen Baukörper des Tempels heraus.

Die ersten freistehenden Tempel Indiens (Gupta-Tempel) kannten nur seitlich offene Vorhallen (mandapas). Bei einigen wenigen Tempeln wurde allerdings der Eingangsbereich nach außen verlängert – zunächst kaum merklich (Parvati-Tempel in Nachna, ca. 460), dann jedoch deutlicher (Shiva-Tempel N° 2 in Mahua, ca. 670). Sowohl bei einigen Tempeln in Naresar (ca. 700–725) oder Bateswar (ca. 750–900) als auch beim Ramesvara-Mahadeva-Tempel in Amrol (ca. 750) und beim Teli-ka-Mandir in Gwalior (ca. 770) sind Vorbauten (antaralas) deutlich zu erkennen, die bei den meisten späteren und deutlich stärker gegliederten Tempeln erhalten blieben und sowohl mit dem Sanktum (garbhagriha) als auch mit der Vorhalle (mandapa) eine architektonische Verbindung eingingen. Bereits beim Kalika-Mata-Tempel in Chittorgarh (ca. 700), später dann bei den Chandella-Tempeln von Khajuraho (10./11. Jahrhundert) ist die Entwicklung so weit gediehen, dass die Fläche des Tempels beinahe nur noch aus Mandapas zu bestehen scheint und die antarala im Außenbau kaum noch in Erscheinung tritt; auch im Innern der Tempel ist sie als eigenständiger Baukörper kaum mehr wahrnehmbar.

## Funktion
Hatte der Vorraum (antarala) ursprünglich die Funktion eines Hitze- und Regenschutzes für die Besucher des Tempels, die ja das eigentliche Sanktum nicht betreten durften, so wurde diese Notwendigkeit von den seitlich offenen Vorhallen (mandapas) besser und vor allem großflächiger übernommen. Dennoch blieb die antarala auch bei den späteren Tempelbauten Nordindiens erhalten; meist wurden in ihr zwei oder drei Treppenstufen integriert, die zur etwas höhergelegenen Cella (garbhagriha) mit ihrem Kultbild oder Lingam hinaufführten.